# Noegus
Noegus  (лат.) — род аранеоморфных пауков из подсемейства Amycinae в семействе пауков-скакунов (Salticidae). Все виды этого рода распространены в странах Южной Америки.

## Виды
- Noegus actinosus Simon, 1900 — Перу, Бразилия
- Noegus arator Simon, 1900 — Бразилия
- Noegus australis (Mello-Leitão, 1941) — Бразилия
- Noegus bidens Simon, 1900 — Бразилия, Аргентина
- Noegus coccineus Simon, 1900 — Бразилия
- Noegus comatulus Simon, 1900 — Бразилия, Аргентина
- Noegus difficilis (Soares & Camargo, 1948) — Бразилия
- Noegus franganilloi (Caporiacco, 1947) — Гвиана
- Noegus fulvocristatus Simon, 1900 — Бразилия
- Noegus fuscimanus Simon, 1900 — Бразилия
- Noegus fuscomanus (Taczanowski, 1878) — Перу
- Noegus mantovani Bauab & Soares, 1978 — Бразилия
- Noegus niger (Caporiacco, 1947) — Гвиана
- Noegus niveogularis Simon, 1900 — Бразилия
- Noegus niveomarginatus Simon, 1900 — Бразилия
- Noegus pallidus (Mello-Leitão, 1947) — Бразилия
- Noegus rufus Simon, 1900 — Перу, Бразилия
- Noegus spiralifer (F. O. P.-Cambridge, 1901) — Гватемала, Панама
- Noegus transversalis Simon, 1900 — Бразилия
- Noegus trilineatus (Mello-Leitão, 1940) — Бразилия, Гвиана
- Noegus uncatus Simon, 1900 — Бразилия
- Noegus vulpio Simon, 1900 — Бразилия, Гвиана typus